# Aartsbisdom Salzburg

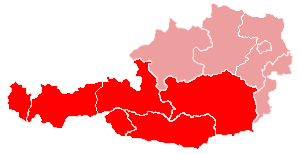
De kerkprovincie Salzburg

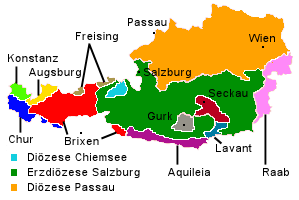
Het Aartsbisdom Salzburg omstreeks 1250 in het groen.

Het aartsbisdom Salzburg (Latijn: Archidioecesis Salisburgensis) is een rooms-katholiek aartsbisdom in Oostenrijk. Het aartsbisdom omvat de deelstaat Salzburg en het noordoosten van Tirol. De aartsbisschop van Salzburg is de metropoliet van de kerkprovincie Salzburg, waar behalve het aartsbisdom Salzburg ook de volgende bisdommen toe behoren:
- Feldkirch
- Graz-Seckau
- Gurk
- Innsbruck

Bij de organisatie van de Beierse Kerk stichtte Bonifatius in 732 het bisdom Salzburg. Karel de Grote liet het bisdom in 798 tot aartsbisdom verheffen. In 812 werd de rivier de Drau (Drave) aangewezen als grens van de kerkprovincie met het patriarchaat Aquileja.
De aartsbisschop voerde de volgende eretitels:
- geboren legaat van de Heilige Stoel (sinds 1026)
- primaat van Duitsland (sinds 1650)

Tot de kerkprovincie Salzburg behoorden de bisdommen:
- Freising gesticht 724/739)
- Passau (gesticht voor 739)
- Regensburg (gesticht voor 739)
- Säben-Brixen (gesticht 5e/6e eeuw; ca 1000 verlegd naar Brixen)
- Gurk (gesticht in 1072)
- Chiemsee (gesticht in 1215)
- Seckau (gesticht in 1218)
- Lavant (gesticht in 1226)
- Wenen (gesticht in 1469)
- Wiener Neustadt (gesticht in 1469)

In 1278 werd de aartsbisschop van Salzburg heerser over een wereldlijk gebied dat bekendstaat als het Prinsaartsbisdom Salzburg.
In 1722 werd het bisdom Wenen verheven tot aartsbisdom, waardoor Wenen en Wiener Neustadt losgemaakt werden van de kerkprovincie Salzburg. Vervolgens werd het bisdom Passau in 1729 exemt, waardoor het ook losgemaakt werd van Salzburg. Dit was het grootste verlies sinds 1001 voor de kerkprovincie. In 1785 kregen alle Oostenrijkse gebieden een nieuwe kerkelijke indeling, waarbij de kerkelijke grenzen zo veel mogelijk samen vielen met de politieke grenzen. De zetel van Gurk werd verlegd naar Klagenfurt (de hoofdstad van Karinthië) en die van Seckau naar Graz (de hoofdstad van Stiermarken). Nieuw gesticht werd het bisdom Leoben.
De nieuwe kerkelijke indeling van Beieren in 1818 beperkte de kerkprovincie tot Oostenrijks staatsgebied, Freising behoorde voortaan tot het aartsbisdom München-Freising. De gebieden van de Duitse bisdommen Augsburg en Konstanz binnen Oostenrijk kwamen bij Salzburg.
In 1828 werd de kerkprovincie uitgebreid met het bisdom Trentino in Zuid-Tirol. Dit bisdom stond tot dan direct onder de paus.
Na de Eerste Wereldoorlog verloor Oostenrijk veel gebied en dus ook de daarin gelegen bisdommen. Trentino en Brixen gingen aan Italië verloren en Lavant aan Joegoslavië.
Binnen de kerkprovincie Salzburg werden in 1964 het bisdom Innsbruck en in 1968 het bisdom Feldkirch gesticht.